# Crucea Sudului (constelație)
Crucea Sudului este cea mai mică din cele 88 de constelații moderne, dar este și una dintre cele mai ușor de remarcat. Este ușor vizibilă în emisfera sudică tot anul, deși este vizibilă în emisfera nordică aproape de orizont la latitudini tropicale, pentru câteva ore în fiecare noapte, în lunile de primăvară.
Crucea Sudului este marginită de constelațiile Centaurus, care o înconjoară în 3 părți, precum și Musca.

## Localizare
Crucea Sudului nu este situată opus față de Ursa Mare. De fapt, în regiunile tropicale, atât Crucea Sudului (sud), cât și Ursa Mare (nord), pot fi văzute alături pe cer din aprilie până în iunie. Crucea Sudului este însă situată exact opus față de Cassiopeia pe sfera cereasca, și nu poate fi pe cer alaturi de aceasta în același timp. La sud de latitudinea de 34 ° S, Crucea este circumpolară și, astfel, mereu vizibilă pe cerul de noapte.
Crucea Sudului este uneori confundată cu Crucea falsă. Crucea Sudului are o formă de zmeu, și mai are o a cincea stea (ε Crucis). Crucea falsă este in forma de diamant, are doar patru stele și nu are cele două stele proeminente prezente la Crucea Sudului.

## Stele principale

### Acrux
Acrux (alfa Crucis) este cea mai strălucitoare stea din constelație. Cu o magnitudine aparentă de 0,77, este pe locul 22 pe lista celor mai luminoase stele.
Acrux este o stea binară, compusă din două supergigante fierbinți albastre, α1 Cru (magnitudinea 1,4) și α2 Cru (magnitudine 1,9). La o distanță de 320 ani-lumină de noi, ele sunt 25.000 și 16.000 de ori mai luminoase decât Soarele și au o perioadă de revoluție de 1.500 de ani, fiind situate la o distanță de 420 UA una față de cealaltă.
α1 Cru este si ea stea dublă, dar cele două sunt nu pot fi distinse la telescop. Se știe doar că acestea au o perioadă de revoluție de 76 de zile, fiind o distanță între ele de mai puțin de 1 UA.

### Mimosa
Mimosa (beta Crucis), cu magnitudinea de 1,25, este o gigantă albastră. Este, de asemenea, o stea variabilă de tip Beta Cephei, cu o magnitudine care variază între 1,23 și 1,31.
Mimosa este o stea dublă. Cele două stele au o perioadă de revoluție de 5 ani, dar nu pot fi distinse la telescop.

### Gacrux
Gacrux (gamma Crucis), magnitudine 1,59, este o gigantă roșie, de 113 de ori mai mare decât Soarele, a XXIV-a cea mai strălucitoare stea de pe cer.

### Alte stele
delta Crucis (magnitudinea 2,79) și eta Crucis (magnitudinea 3,59) sunt alte două stele mai strălucitoare ale acestei constelații.
Coordonate:  12h 30m 00s, −60° 00′ 00″